# Katsusuke Miyauchi
Katsusuke Miyauchi (宮内 勝典, Miyauchi Katsusuke, né en 1944) est un écrivain et militant pour la paix japonais.

## Biographie
Miyauchi naît à Harbin en Chine d'une famille originaire de Ibusuki dans la préfecture de Kagoshima. Il est diplômé de l'école supérieure de Konan, préfecture de Kagoshima. À la fin des années 1960, il vit aux États-Unis pendant quatre ans, travaillant illégalement à New York, puis en 1971 traverse l'Atlantique pour l'Europe et voyage en Inde via la route de la soie, et revient au Japon où il occupe des petits boulots. Il retourne une seconde fois en Inde, où il passe de Rishikesh à l'Himalaya pour étudier avec des sages dans une grotte; Dans le parc national de la Vallée des fleurs, un certain Bengali Baba devient son guru. Par la suite, Miyauchi écrit deux romans dont l'action se situe en Inde. Le premier est son court roman Kin'iro pas zō (金色 の 象), « L'Éléphant d'or », à propos d'un jeune Japonais qui a voyagé en Inde puis est retourné au Japon; il est nommé pour le prix Akutagawa. En 2002, il publie un roman plus long intitulé « Le Tigre d'or », qu'il a décrit comme l'œuvre de sa vie. Il retourne vivre à New York de 1983 à décembre 2001, devenant ami avec des membres Sioux de l'American Indian Movement, mais après le 11 septembre 2001, il retourne au Japon et s'engage dans les efforts anti-guerre. Il a également occupé le poste de professeur invité de littérature à l'université Waseda.

## Prix
- 1979 : prix Bungei pour Nampū (南風), « Vent du sud ».
- 1981 : prix Akutagawa, nomination pour Kin'iro no zō (金色の象), « L'Éléphant d'or ».
- 1982 : prix Akutagawa, nomination pour Hi no furu hi (火の降る日), « Le Jour où il pleut du feu ».
- 2006 : prix Geijutsu Senshō et prix Yomiuri pour Shōshin (焼身), « Immolation ».
- 2011 : prix Sei Itō de littérature pour Mao no ai (魔王の愛)

## Source
- (en) Cet article est partiellement ou en totalité issu de l’article de Wikipédia en anglais intitulé « Miyauchi Katsusuke » (voir la liste des auteurs).